# Јежи Косински
Јежи Косински (пољ. Jerzy Kosiński; Лођ, 14. јун 1933 — Менхетн, 3. мај 1991) био је амерички књижевник и сценариста пољско-јеврејског порекла.

## Биографија
Рођен је 14. јуна 1933. године у Лођу као Јожеф Левинкопф (пољ. Józef Lewinkopf) у јеврејској породици.
Извршио је самоубиство 3. маја 1991. године у Менхетну.

## Дела
Као Џосеф Новак; енгл. Joseph Novak:
- „Будућност је наша, друже” (1960)
- „Нема трећег пута” (1962)

Као Јежи Косински:
- „Обојена птица” (1965)
- „Кораци” (1968)
- „Присутност” (1971)
- „Вражје дрво” (1973)
- „Кокпит” (1975)
- „Састанак на слепо” (1977)
- „Добро дошли, господине Ченс” (филм, 1979)
- „Игра страсти” (1979)
- „Пинбол” (1982)
- „Пустињак из 69. улице” (1988)
- „У пролазу” (1992)